# Diahren
Diahren ist ein Ortsteil der Gemeinde Waddeweitz im niedersächsischen Landkreis Lüchow-Dannenberg. Am westlichen Ortsrand des Rundlingsdorfes fließt der Püggener Mühlenbach. Nördlich verläuft die B 493.

## Geschichte
Am 1. Juli 1972 wurde Diahren in die Gemeinde Waddeweitz eingegliedert.

## Kultur
Rund um den geschlossenen Dorfplatz stehen Vierständer-Hallenhäuser. Das älteste erhaltene Hallenhaus mit der Nummer 2 nennt als Baujahr 1792. Die übrigen Häuser wurden nach Bränden, insbesondere dem Großbrand von 1808, anstelle der alten Häuser neu aufgebaut. 
Diahren ist auch Veranstaltungsort der jährlichen Kulturellen Landpartie.